# Ostřice zakrslá
Ostřice zakrslá (Carex depressa) je druh jednoděložné rostliny z čeledi šáchorovité (Cyperaceae).

## Popis
Jedná se o rostlinu dosahující výšky nejčastěji 20–30 cm. Je vytrvalá, hustě trsnatá s krátkými oddenky. Listy jsou střídavé, přisedlé, s listovými pochvami. Lodyha je tupě trojhranná, chabá, drsná až hladká, asi stejně dlouhá jako listy. Bazální pochvy jsou hnědé až červenohnědé, slabě rozpadavé. Čepele jsou 2–4 mm široké. Ostřice zakrslá patří mezi různoklasé ostřice, nahoře je klásek samčí, dolní klásky jsou pak samičí. Listeny jsou krátce pochvaté, dolní je delší než květenství. Samčí klásek je většinou 1, samičích klásků je nejčastěji 2–3, jsou úzce válcovité, cca 1–2 cm dlouhé, zvláště spodní bývá oddálený a dlouze stopkatý. Okvětí chybí. V samčích květech jsou zpravidla 3 tyčinky. Blizny jsou většinou 3. Plodem je mošnička, která je nejčastěji 2,5–3 mm dlouhá, žilnatá až bezžilná, pýřitá, na vrcholu zúžená v krátký kuželovitý zobánek. Každá mošnička je podepřená plevou, která je bělavá až světle hnědá, na vrcholu špičatá nebo až s krátkou osinou.

## Rozšíření ve světě
Ostřice zakrslá v širším pojetí (včetně subsp. transsilvanica) roste v jihozápadní Evropě s přesahem do severní Afriky, v Karpatech, na Balkáně, Krymu a zasahuje i do Asie, jako od SZ Turecka přes Kavkaz až do severního Íránu. V České republice neroste, nejbližší lokality jsou ve slovenských Karpatech.

## Taxonomie
U druhu Carex depressa jsou tradičně rozlišovány 2 poddruhy. Nominátní subspecie Carex depressa subsp. depressa se vyskytuje v jihozápadní části areálu druhu, tedy v JZ Evropě s přesahem do SZ Afriky. V Karpatech, JV Evropě a v JZ Asii pak roste poddruh Carex depressa subsp. transsilvanica (Schur) T. V. Egorova. Tento poddruh je některými autory považován za samostatný druh, např. Fischer (1994), který ho udává ze spolkových zemí Burgenland a Štýrsko. Ostřice zakrslá transylvánská se liší od nominátní subspecie hladkými stonky, měkčími a širšími čepelemi, plevy samičích květů jsou špičaté až zašpičatělé, ale jen málokdy s osinou, mošničky jsou zřetelně žilnaté (subsp. depressa má na vrcholu samičích plev krátkou osinu do 1,2 mm a nezřetelně žilnaté až bezžilné mošničky).